# Duddon Mosses Site of Special Scientific Interest

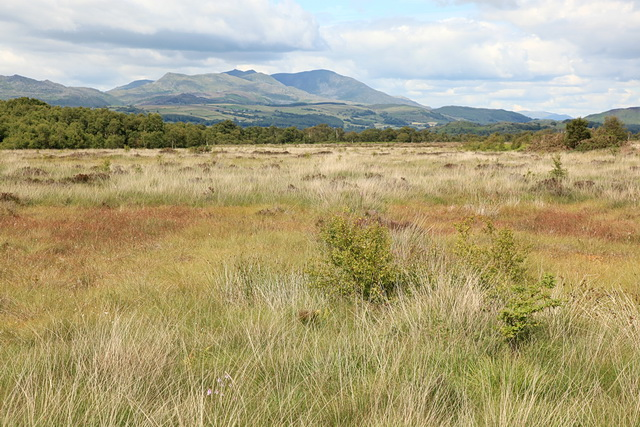
Blick über die Duddon Mosses zum Dow Crag und dem Coniston Old Man

Der Duddon Mosses Site of Special Scientific Interest ist ein Site of Special Scientific Interest in Cumbria, England. Das 356 Hektar große Gebiet und umfasst acht kleine Moorgebiete, von denen sechs östlich von Broughton-in-Furness und zwei südwestlich davon liegen, es erstreckt sich zwischen dem Kirkby Pool und dessen Mündung in das Ästuar des River Duddon im Osten und dem Ästuar des River Duddon im Westen und reicht hinaus in bis an den Anfang des Tals des Kirkby Pools im Norden. Die Moorgebiete sind: Latter  Rigg  Moss,
Black  Moss, Heathwaite Moss, White Moss, Wreaks Moss, Little White/Bank End/Angerton
Mosses,  Herd  House  Moss  and  Arnaby/Shaw  Mosses. Das Gebiet ist auch eine National Nature Reserve.
Die Moorgebiete zeichnen sich durch ihre Vielfalt aus, die in ihrer Verteilung von küstennah bis an den Rand der Berge begründet ist. Es nicht das größte aber es ist das an Pflanzenarten vielfältigste Moorgebiet dieser Art in Cumbria. In zwei Moorgebieten wurde vor 1945 in größerem Umfang Torf abgebaut, an anderen Stellen wurde kein Torf bis nur geringfügig abgebaut, doch haben sich die Gebiete in der Zwischenzeit regeneriert.
Die Moore stellen mit ihren gewachsenen Torfschichten eine unersetzliche Chronologie des Wechsel des Meeresspiegels dar.
Am Rande einiger Moorgebiete haben sich bei ungehindertem Wasserabfluss sumpfige Marschwiesen gebildet.
Zahlreiche Rehe leben in dem Gebiet. Zahlreiche Amphibien aber auch viele Insekten vor allem zahlreiche zum Teil sehr seltene Schmetterlinge wurden in dem Gebiet bereits nachgewiesen.